# Хант, Кеннет
Кеннет Хант (англ. Kenneth Hunt: 24 февраля 1884, Оксфорд — 28 апреля 1949, Хитфилд, Восточный Суссекс) — английский футболист, игравший на позиции левого хавбека. Выступал в частности за олимпийскую сборную Великобритании, в составе которой стал олимпийским чемпионом 1908 года. Был участником Олимпийских игр 1920 года.

## Клубная карьера
С 1904 года учился в оксфордском Колледже королевы, во время учёбы играл за университетскую команду Оксфорда. Немногим позже его начали привлекать к составу клуба «Коринтиан», одной из сильнейших любительских команд английского футбола того времени, выступлениями за этот клуб Хант привлёк внимание профессиональных команд страны.
В 1907 году стал игроком клуба «Вулверхэмптон». Несмотря на профессиональный статус этой команды, ни в ней, ни в дальнейшем Кеннет Хант не получал плату за участие в матчах, оставаясь на протяжении всей игровой карьеры игроком-любителем. В составе «волков» завоевал Кубок Англии в розыгрыше 1907/08 годов, став автором одного из голов в его финальной игре.
К началу Первой мировой войны успел также поиграть за клубы «Лейтон», «Оксфорд Сити», «Кристал Пэлас» и «Нью-Крусейдерс».
В послевоенное время возобновил выступления на футбольном поле, в течение 1919—1921 играл за «Коринтиан».

## Выступления за сборные
В 1908 году в статусе обладателя Кубка Англии в составе «Вулверхэмптон» был включён в состав олимпийской сборной Великобритании, которая стала победителем футбольного турнира на домашних для англичан Олимпийских играх. Через 12 лет принял участие во второй для себя Олимпиаде, однако на футбольном турнире в Антверпене англичане прекратили борьбу на первом же этапе.
В 1911 году в составе национальной сборной Англии принял участие в двух играх — против сборных Уэльса и Шотландии.

## Титулы и достижения
«Вулверхэмптон Уондерерс»
- Обладатель Кубка Англии: 1908

Олимпийская сборная Великобритании
- Олимпийский чемпион: 1908